# Leśnice
Leśnice is een plaats in het Poolse district  Lęborski, woiwodschap Pommeren. De plaats maakt deel uit van de gemeente Nowa Wieś Lęborska en telt 472 inwoners.

## Verkeer en vervoer
- Station Leśnice